# Tabique
Se llama tabique, palabra proveniente del árabe تَشْبِيك o tašbīk, a una pared delgada que sirve para separar ambientes dentro de un edificio.
Generalmente se hacen de ladrillo hueco sencillo o de otros materiales (bloque de hormigón o placas de mortero aligerado) enlucido con yeso por una o dos de sus caras, según uso. Cuando el ladrillo es del tipo llamado hueco doble, se llama tabicón.
Otro alternativo es la madera. Un tabique de madera puede rellenarse con aislante para ruidos y normalmente se tapa con placas de Pladur encima. Es una opción dura, muy rápida de montar y económica. 
También se hacen de placas de escayola perforadas de gran tamaño o con dos delgadas capas de cartón-yeso atornilladas a perfiles metálicos específicos, con un relleno aislante de placas de fibra de vidrio.

## Tipos de tabiques
El tabique es un elemento delimitador, no estructural. Se distinguen los siguientes tipos de tabiques:[cita requerida]
- Tabique simple: tabique construido con ladrillo hueco cuyo espesor no es mayor de diez centímetros, incluidos los guarnecidos. Se construye recibido por canto o testa con mortero de cemento o pasta de yeso.
- Tabique de panderete: el que se hace con ladrillos verticales, puestos de canto.[2] Tradicionalmente el panderete se hacía con el ladrillo de 25 mm de grosor, llamado rasilla y que ya no se fabrica, más los enlucidos.
- Tabique sordo: tabique de panderete doble separado por un espacio entremedias.[3]
- Tabique palomero o conejero: tabique que deja aberturas repartidos regularmente. Se construye apoyando los ladrillos solo por sus extremos.
- Tabique colgado: el que no sube desde la planta baja.

- Tabique de carga: se utilizaba esta locución para el muro que está hecho con ladrillos sentados de plano y sirve para cargar en él las vigas de una crujía.[4] Está en desuso, empleándose normalmente la locución «muro de carga» si su función es estructural. Antiguamente, también era el realizado con ladrillos macizos sentados de canto y que servía para descansar en él las vigas de los forjados por su centro, es decir, que servía para reducir la flecha de vigas apoyadas en dos muros de carga.
- Tabique móvil: se trata de un tipo de tabique que está formado por dos o más paneles móviles y apilables que a su vez van sujetos a una guía y un carril que se encuentran anclados en el techo. De esta manera, gracias a su sistema formado por raíles, rodamientos y paneles movibles el tabique puede quitarse o ponerse con facilidad según se necesite.